# Ввічливість (Сімак)
«Ввічливість» (англ. Courtesy) — науково-фантастичне оповідання Кліффорда Сімака, вперше опубліковане журналом «Astounding Science Fiction» в серпні 1951 року.

## Сюжет
Розповідає про другу експедицію на планету Ландро і про випадкове знищення сироватки, необхідної землянам для того, щоб імунізувати себе від вірусу, до якого у тубільців є імунітет, але він є смертельним для землян. Намагаючись змусити місцевих жителів розкрити таємницю свого імунітету, вони провалюються по всіх пунктах: поблажливе, зарозуміле ставлення землян до тубільців не найкращий з дипломатичних підходів.
Це не єдине оповідання Сімака про планету Ландро. Наступне оповідання «Звалище» (1953) було адаптоване у радіопостановку «X Minus One».